# Комедия дель арте

Сцена из представления комедии дель арте. XVI век

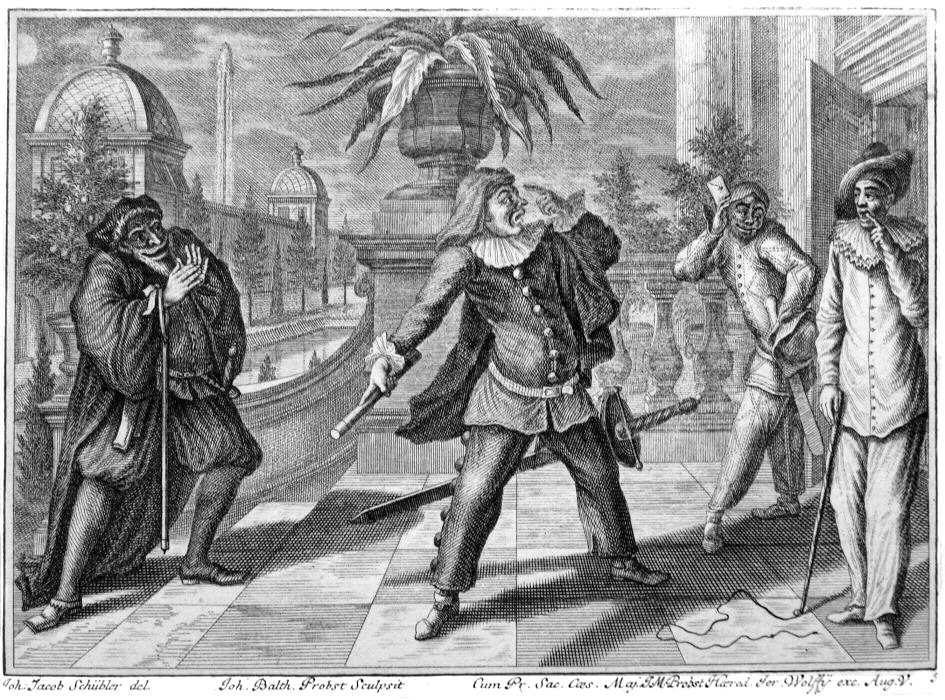
Итальянская комедия в Париже. XVII век

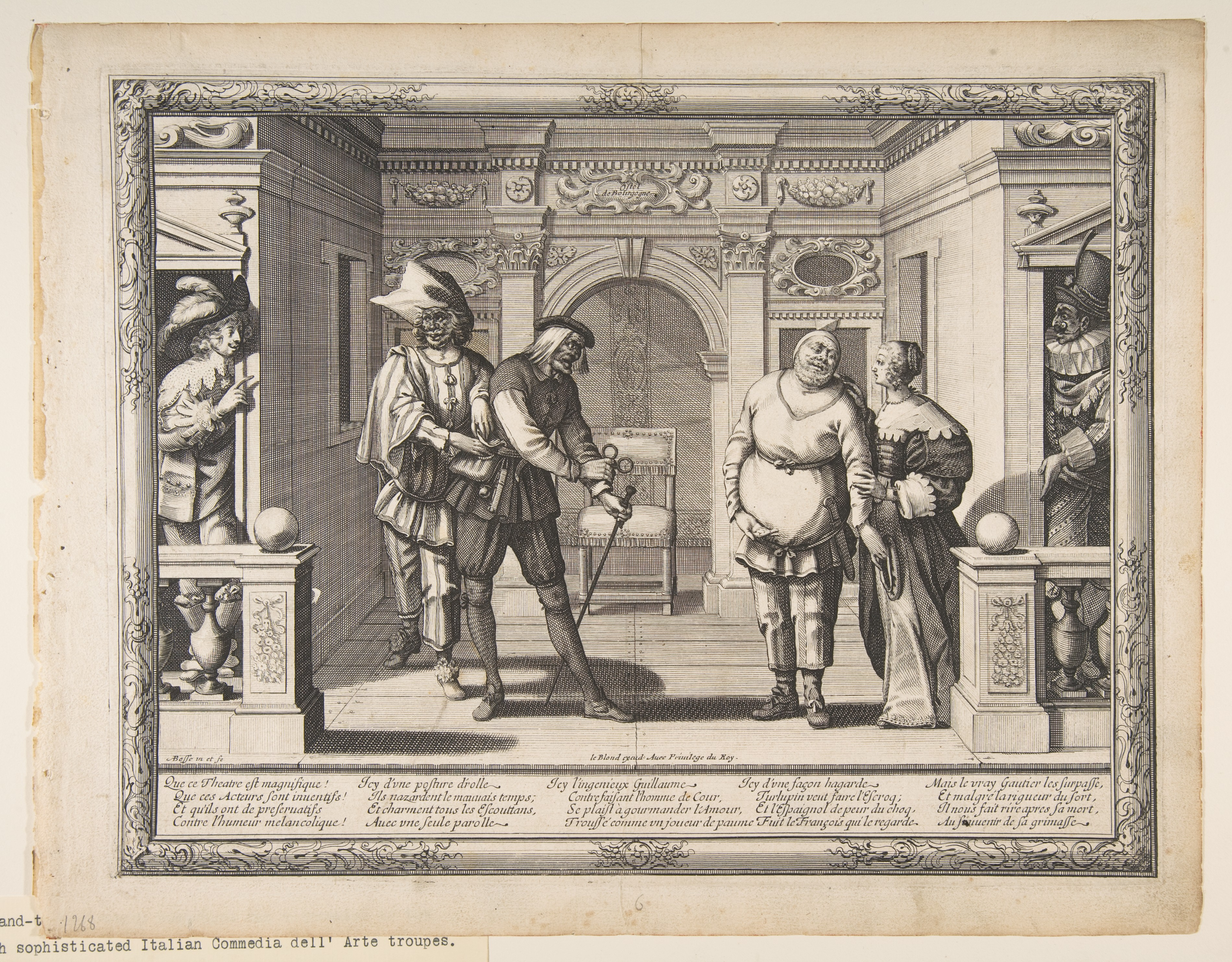
Фарсовая сцена. XVII век

Комедия дель а́рте (итал. commedia dell’arte), или комедия масок — вид итальянского народного (площадного и уличного) театра, спектакли которого создавались методом импровизации, на основе сценария, содержащего краткую сюжетную схему представления, с участием актёров, одетых в маски. В разных источниках также упоминается как la commedia a soggetto (сценарный театр), la commedia all’improvviso (театр импровизации) или la commedia degli zanni (комедия дзанни).
Театр просуществовал с середины XVI до конца XVIII века, оказав при этом значительное воздействие на дальнейшее развитие западноевропейского драматического театра. Труппы, игравшие комедии масок, были первыми в Европе профессиональными театральными труппами, где закладывались основы актёрского мастерства (термин комедия дель арте, или искусный театр, указывает на совершенство актёров в театральной игре) и где впервые присутствовали элементы режиссуры (эти функции исполнял ведущий актёр труппы, называемый капоко́мико, итал. capocomico).
К XIX веку комедия дель арте изживает себя, но находит продолжение в пантомиме и мелодраме. В XX веке комедия служит моделью для синтетического театра Мейерхольда и Вахтангова, а также французов Жака Копо и Жана-Луи Барро, возрождавших выразительность сценического жеста и импровизации и придававших большое значение ансамблевой игре.
Принцип tipi fissi, в котором одни и те же персонажи (маски) участвуют в различных по содержанию сценариях, сегодня широко используется в создании комедийных телесериалов, а искусство импровизации — в stand-up comedy.

## Происхождение
В древнеримском театре существовал вид народного представления, называемый ателланы. Это были непристойные фарсы, первоначально импровизированные, актёры которых также носили маски; некоторые из персонажей были сходны по характеру маски с персонажами комедии дель арте (к примеру, римская маска Папуса и итальянская маска Панталоне), хотя говорить об ателланах как о предшественнике комедии дель арте неправомерно: разрыв традиции между ними составляет более двенадцати столетий. Скорее всего, речь может идти только о схожести обстоятельств, в которых рождались эти виды театра.
Комедия дель арте родилась из карнавальных празднеств. Театра ещё не было, но были шуты, мимы, маски. Другим фактором стало зарождение национальной итальянской драматургии. Новые пьесы писали Ариосто, Макиавелли, Бибиена, Аретино, но все эти произведения мало пригодны для сцены, они перенасыщены персонажами и обилием сюжетных линий. Эта драматургия получила название «учёной комедии» (итал. Commedia erudita).
Анджело Беолько (Рудзанте) в первой половине XVI века сочинял пьесы для венецианских карнавалов, используя технику «учёной комедии». Путаные сюжеты сопровождались трюками и здоровым крестьянским юмором. Вокруг Беолько постепенно собралась небольшая труппа, где обозначился принцип tipi fissi и утвердилось использование на театральных подмостках народной диалектной речи. Наконец, Беолько ввёл в драматическое действие танец и музыку. Это ещё не было комедией дель арте, — труппа Беолько играла в рамках заданного сюжета, у неё не было свободной игры и импровизации, — однако дорога для возникновения комедии была открыта. Первое упоминание о театре масок относится к 1555 году.

## Основные персонажи комедии дель арте
Количество масок в комедии дель арте очень велико (всего их насчитывается более ста), но большинство из них являются родственными персонажами, которые различаются только именами и незначительными деталями. К основным персонажам комедии относятся два квартета мужских масок, маска Капитана, а также персонажи, не надевающие маски, это девушки-дзанни и Влюблённые, а также все благородные дамы и кавалеры.

### Мужские персонажи
Северный (венецианский) квартет масок

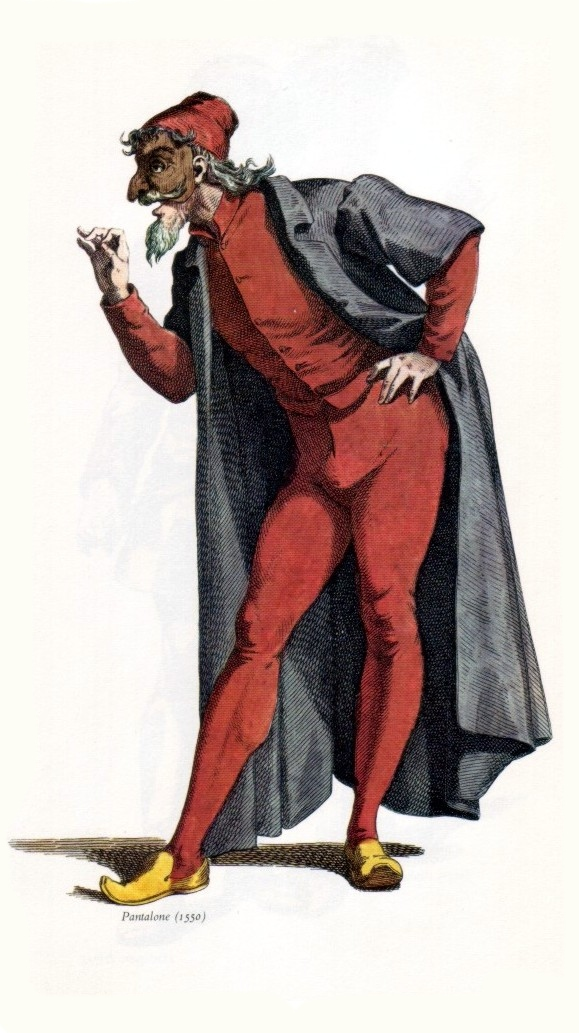
Панталоне
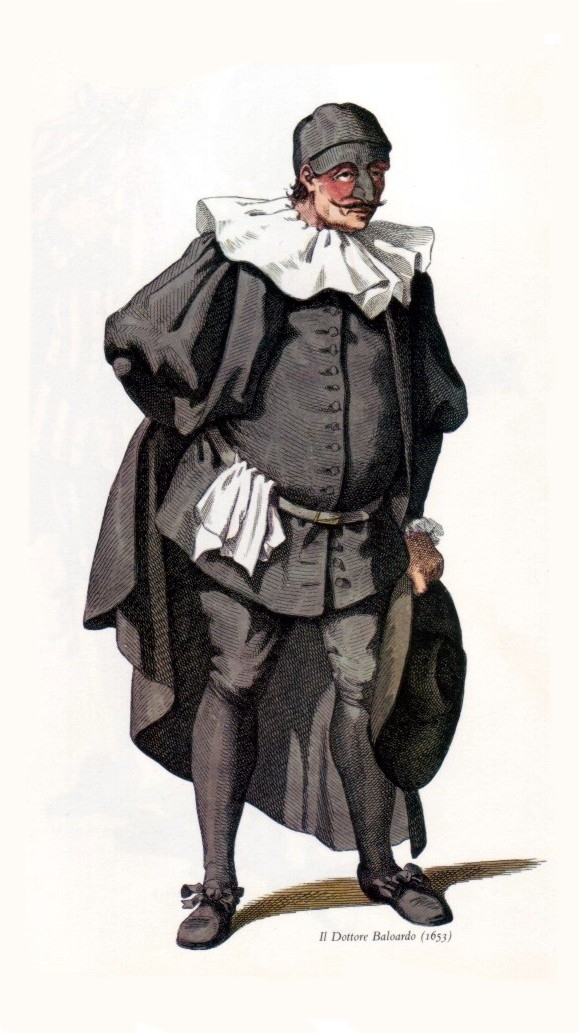
Дотторе
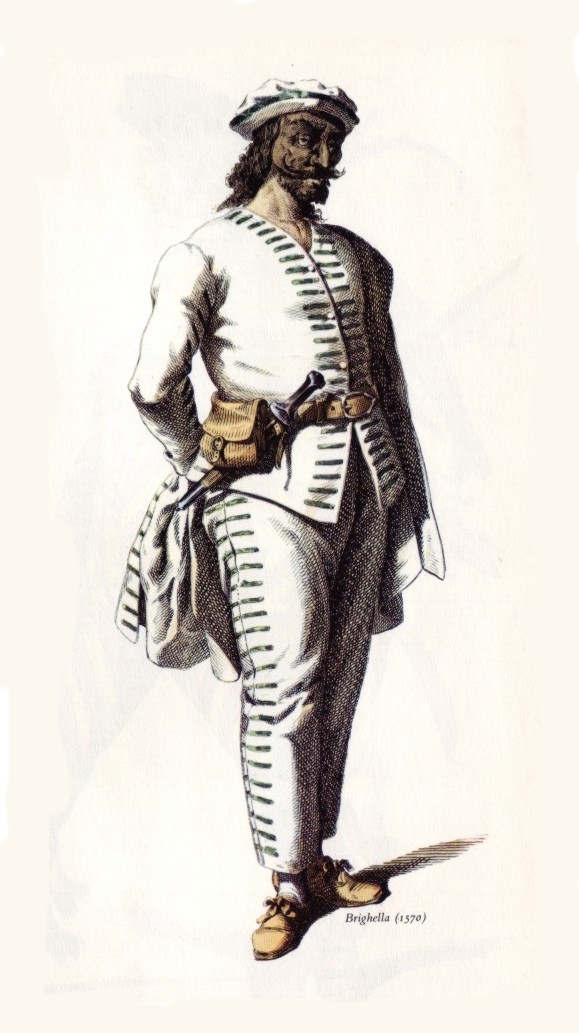
Бригелла
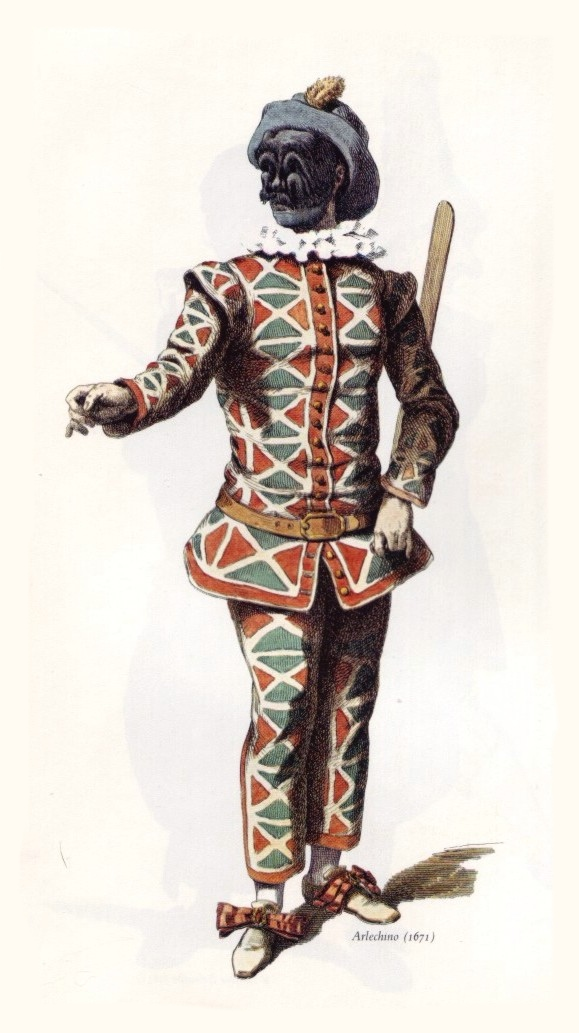
Арлекин

- Панталоне (Маньифико, Кассандро, Уберто) — венецианский купец и скупой старик.
- Дотторе (Дотторе Баландзоне, Дотторе Грациано) — псевдоучёный доктор права и старик.
- Бригелла (Скапино, Буффетто) — первый дзанни и умный слуга.
- Арлекин (Меццетино, Труффальдино, Табарино) — второй дзанни и глупый слуга.

Южный (неаполитанский) квартет масок

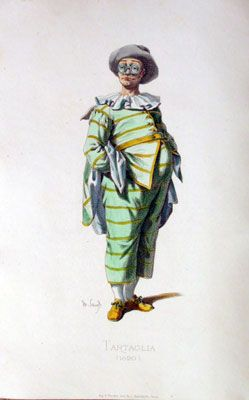
Тарталья
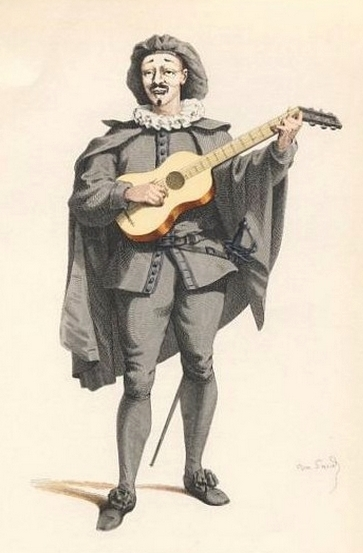
Скарамучча
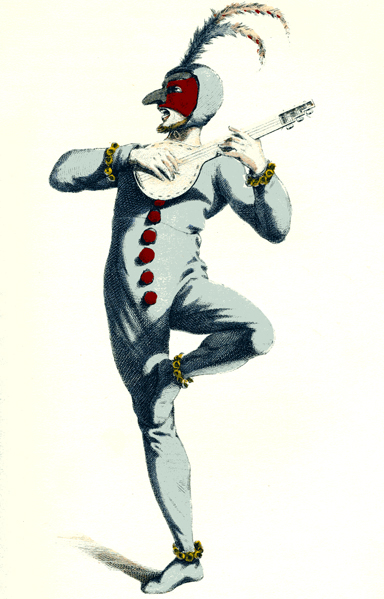
Ковьелло
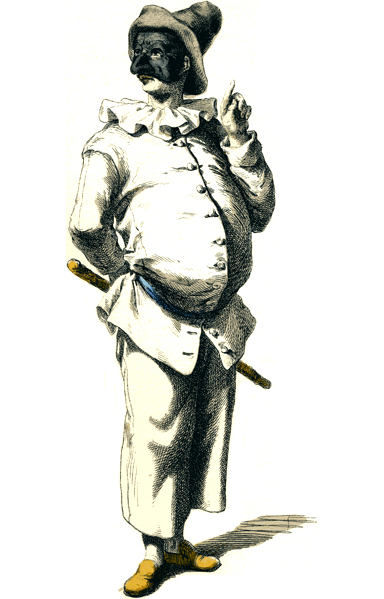
Пульчинелла

- Тарталья — судья-заика.
- Скарамучча — хвастливый вояка и трус.
- Ковьелло — первый дзанни и умный слуга.
- Пульчинелла (Полишинель) — второй дзанни и глупый слуга.

- Капитан — хвастливый вояка, трус и северный аналог маски Скарамуччи.
- Лелио (также Орацио, Люцио, Флавио и т. п.) — юный влюблённый.

### Женские персонажи

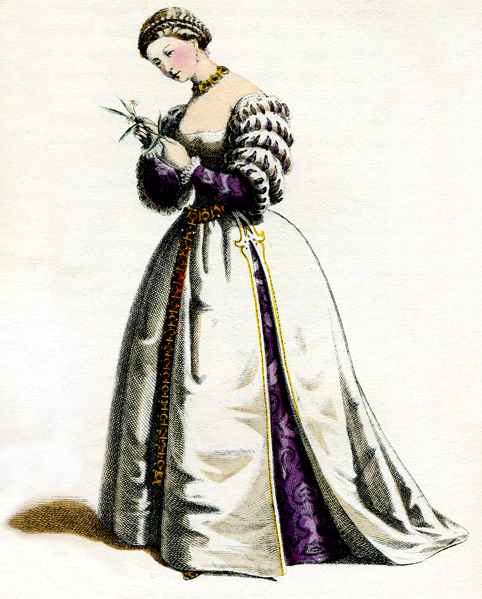
Изабелла
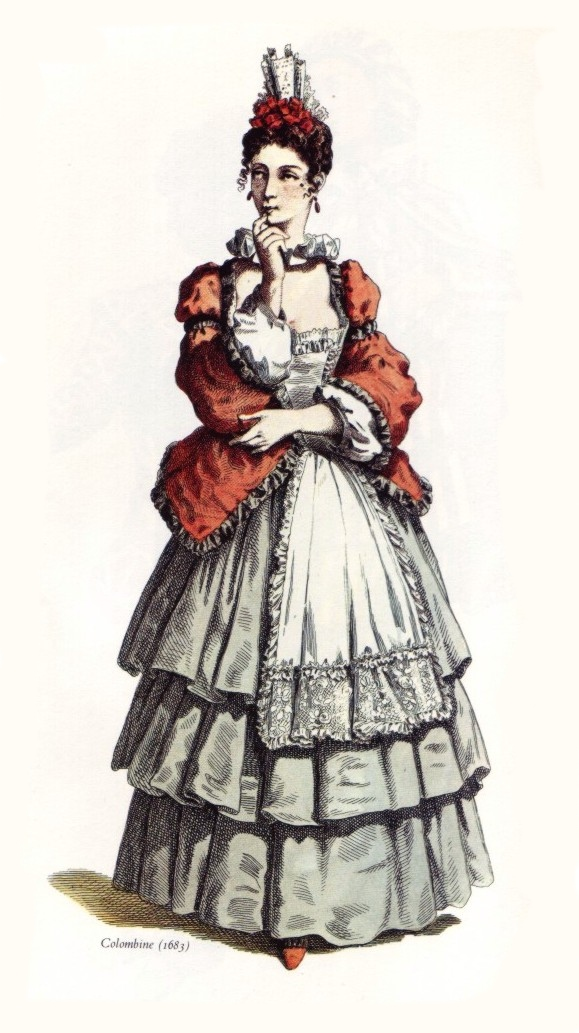
Коломбина

- Изабелла[англ.] (также Лучинда, Витториа и т. п.) — юная влюблённая. Персонаж был назван в честь актрисы Изабеллы Андреини (1562—1604). Нередко героиню называли именем той актрисы, которая играла эту роль.
- Коломбина, Фантеска, Фьяметта, Смеральдина и т. п. — служанка.

## Составляющие элементы комедии дель арте

### Маски
Кожаная маска (итал. maschera) была обязательным атрибутом, закрывающим лицо комического персонажа, и изначально понималась исключительно в этом смысле. Однако со временем маской стали называть и всего персонажа. Актёр, как правило, играл одну и ту же маску. Актёру, игравшему Бригеллу, редко приходилось играть Панталоне, и наоборот. Часто менялись сценарии, но маска — значительно реже. Маска становилась образом актёра, который он выбирал в начале карьеры и, играя его всю жизнь, дополнял своей артистической индивидуальностью. Ему не нужно было знать роль, достаточно знать сценарий — сюжет и предлагаемые обстоятельства. Всё остальное создавалось в процессе представления путём импровизации.

### Устройство труппы и канон спектакля

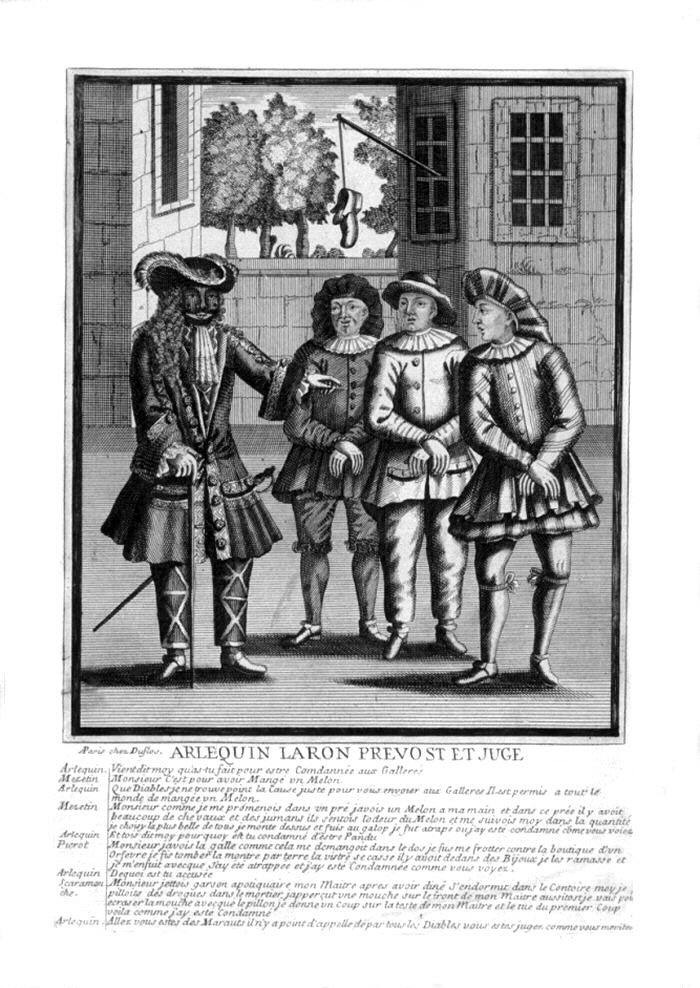
Арлекин, вор, прево и судья

Система сценического искусства комедии дель арте сформировалась к концу XVI века и совершенствовалась в течение следующего столетия. В 1699 году в Неаполе был издан наиболее полный кодекс комедии — «Dell’arte representiva, premediata e all’improviso», составленный Андреа Перуччи.
Спектакль начинался и заканчивался парадом с участием всех актёров, с музыкой, танцем, с лацци (буффонными трюками) и дурачествами, состоял из трёх актов. В перерывах между актами исполнялись короткие интермедии. Действие было ограничено во времени (двадцатичетырёхчасовой канон). Схема сюжета также была канонична: молодые влюблённые, счастью которых мешают старики, благодаря помощи ловких слуг преодолевают все преграды. В труппе был капокомико, разбиравший с актёрами сценарий, расшифровывая лацци и заботясь о необходимом реквизите. Сценарий подбирался строго в соответствии с теми масками, которые есть в труппе. Это минимум один квартет масок и пара влюблённых. Хорошая труппа должна была также иметь в своём составе ещё двух актрис, певицу (итал. la cantatrice) и танцовщицу (итал. la ballarina). Количество актёров в труппе редко было меньше девяти, но обычно и не превышало двенадцати. Для декораций требовалось обозначить улицу, площадь, два дома в глубине, справа и слева, между которыми натягивался задник.

### Сценарий и импровизация

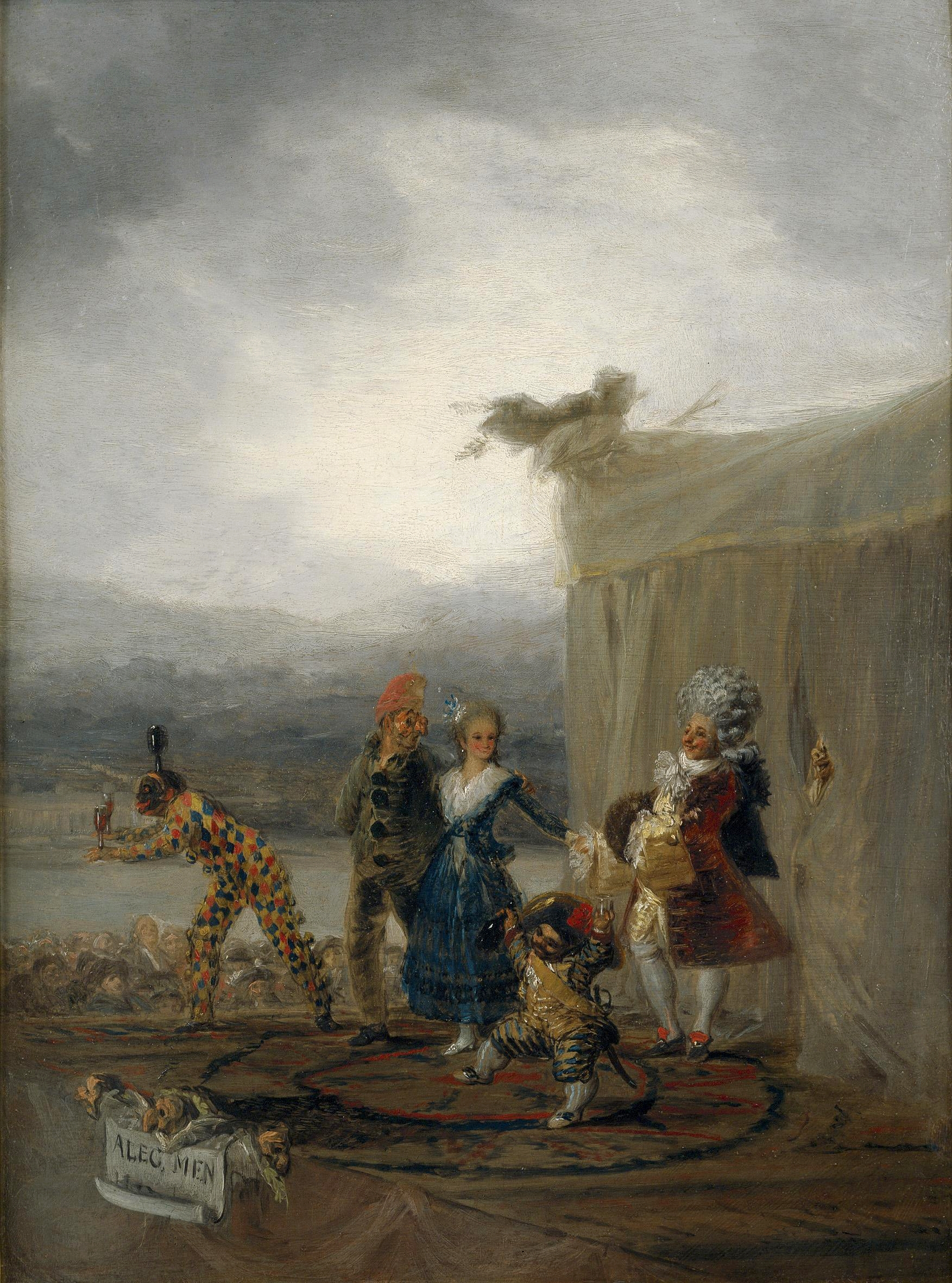
Ф. Гойя.Бродячие комедианты. 1793. Холст, масло. Прадо, Мадрид

Основой спектакля в комедии дель арте являлся сценарий (или канва) — очень краткое изложение по эпизодам сюжета с подробным описанием действующих лиц, порядка выхода на сцену, действий актёров, основных лацци и предметов реквизита. Большинство сценариев представляют собой переделку существующих комедий, рассказов и новелл для нужд отдельно взятой труппы (со своим набором масок) — наскоро набросанный текст, вывешиваемый за кулисами на время спектакля. Сценарий, как правило, имел комедийный характер, но это могли быть и трагедия, и трагикомедия, и пастораль (в сборнике сценариев Фламинио Скала, которые играла на сцене труппа «Джелози», присутствуют трагедии; известно также, что странствующая по французской провинции труппа Мольера—Дюфрена иногда играла трагедии, хотя и без особого успеха).
Здесь вступало в силу искусство импровизации итальянских комедиантов. Импровизация позволяла адаптировать пьесу к новой публике, к новостям города; импровизационный спектакль труднее подвергнуть предварительной цензуре. Искусство импровизации заключалось в находчивой подаче реплик в сочетании с уместной жестикуляцией и умением свести всю импровизацию к исходному сценарию. Для успешной импровизации требовались темперамент, чёткая дикция, владение декламацией, голосом, дыханием; нужна была хорошая память, внимание и находчивость, требующие мгновенной реакции; богатая фантазия, превосходное владение телом, акробатическая ловкость, умение прыгать и кувыркаться через голову — пантомима как язык телодвижений выступала наравне со словом. Кроме того, актёры, игравшие одну и ту же маску в течение всей жизни, набирали солидный багаж сценических приёмов, трюков, песен, поговорок, афоризмов и монологов и могли свободно пользоваться этим в самых разных сочетаниях. Лишь в XVIII веке драматург Карло Гольдони увёл итальянскую драматургию от сценария к фиксированному тексту; он «похоронил» находившуюся в упадке комедию дель арте, воздвигнув ей бессмертный памятник в виде пьесы «Слуга двух господ».

### Диалекты
Диалект был одним из необходимых элементов, характеризовавших маску. В первую очередь это касалось масок комических и буффонных, так как благородные маски, дамы, кавалеры и влюблённые, говорили на литературном языке Италии — тосканском диалекте в его римском произношении. Диалект дополнял характеристику персонажа, указывая на его происхождение, а также давал свой комический эффект.
- Венецианский диалект — Панталоне;
- Бергамский диалект — Бригелла и Арлекин;
- Болонский диалект — Доктор;
- Неаполитанский диалект — Пульчинелла и Ковьелло;
- Капитан разговаривал на ломаном итальянском с испанским акцентом.

Кроме того, в каждой области Италии создавалась своя маска со своим местным диалектом (например, флорентийская маска Стентерелло). Такие маски, как правило, пользовались популярностью на небольших территориях, где был распространен тот или иной диалект, и их известность не выходила за эти границы.

## Знаменитые труппы и актёры

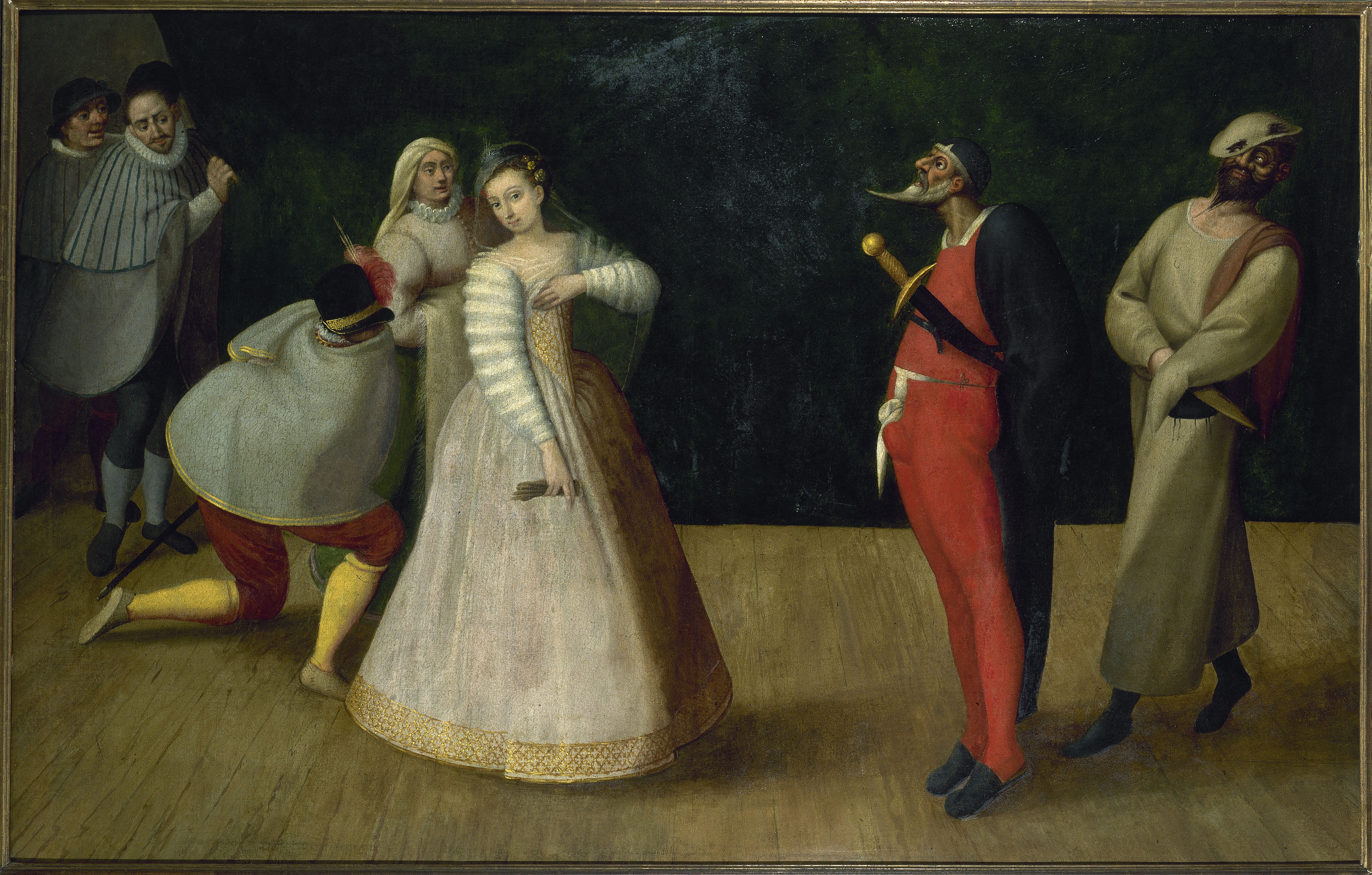
Фламандский художник конца XVI века.Труппа «Джелози». Ок. 1580. Холст, масло. Музей Карнавале, Париж

Труппы нового театра появились одновременно в нескольких местах в середине XVI века, однако точных данных о первых труппах не сохранилось, хотя известно, что в 1559 году во Флоренции выступала труппа, в составе которой были несколько дзанни, Панталоне (ещё именуемый тогда мессир Бенедетти) и другие маски. Позднее появляются сведения о выступлениях в Ферраре в 1565 году, в Мантуе в 1566 году, а в 1568 году — о выступлениях сразу в нескольких областях Италии. Тогда же упоминается первое имя актёра, Альберто Назелли, выступавшего в Мантуе под псевдонимом Дзан Ганассы, и первой труппы, выступавшей в Милане под названием «Джелози» (итал. Compagnia dei Gelosi) и ставшей одной из самых значительных во второй половине XVI века. Также были известны труппы «Дезиози», «Конфиденти», «Унити» (труппа светлейшего герцога Мантуанского), «Аччези» (выступавшей во Франции на празднике в честь бракосочетания Генриха IV с Марией Медичи), «Феделе». В XVII—XVIII веках под королевским покровительством существовал Театр итальянской комедии в Париже.
- «Джелози[англ.]». Название труппы впервые прозвучало в 1568 году, когда труппа выступала в Милане, и определялось их девизом: «Их доблести, славе и чести все позавидуют[8]» (итал. Virtù, fama ed honor ne fèr gelosi). Главной резиденцией труппы был Милан, выступления были зафиксированы в Венеции, Флоренции, Генуе, Мантуе, в Турине. Труппа дважды гастролировала во Франции, в первый раз в 1577 году по приглашению короля Генриха III, видевшего их спектакли в Венеции. Многие актёры труппы относились к творческой и дворянской элите Италии, и после распада труппы (после 1603 года) сохранился сборник сценариев, составленный Фламинио Скала. В труппе играли Джулио Паскуати (Панталоне), Симоне де Болонья (Дзанни), Габриэле да Болонья (Франкатриппа), Франческо Андреини (Капитан), Влюблённых дам играли Изабелла Андреини, Винченца Армани и Виттория Пииссими, а Влюблённых кавалеров — Орацио ди Падуа и Адриано Валерини, вместе с Франческо Андреини исполнявший функции капокомико. Предполагается, что именно «Джелози» заложили игровой канон комедии дель арте и определили характер основных масок[9].
- «Конфиденти» (итал. Confidenti, Уверенные). Самые ранние сведения о труппе относятся к 1574 году. Известно о её выступлениях в Кремоне, Павии, Милане, Падуе, Ферраре, Болонье, а также о гастролях во Франции и Испании. Труппа находилась под покровительством дона Джованни Медичи, хорошо понимавшего театральное дело. Лучшими актёрами труппы были Фламинио Скала (Флавио), Оттавио Онорати (Меццетино), Франческо Габрителли (Скапино). В разные годы в труппе также играли Виттория Пииссими и Изабелла Андреини, Джованни Пеллезини (Педролино), Тристано Мартинелли (Арлекин), Маркантонио Романьези (Панталоне)[10].

## Комедия дель арте за границей
С самого начала существования комедии итальянские труппы, наряду со странствиям по областям Италии, выступали и в соседних странах. В первую очередь, это была Франция и Испания, как государства, близкие к Италии географически и родственные по языку. Труппы актёров добирались и до Австрии, Германии, Англии, а в XVIII веке выступали и в России. Актёров и персонажей упоминали в своих произведениях Лопе де Вега, Брантом, Бен Джонсон и многие другие драматурги и поэты XVI—XVII веков. В одной из пьес Шекспира описана маска Панталоне:

…Шестой же возраст — 

Уж это будет тощий Панталоне,

В очках, в туфлях, у пояса кошель,

В штанах, что с юности берёг, широких

Для ног иссохших; мужественный голос

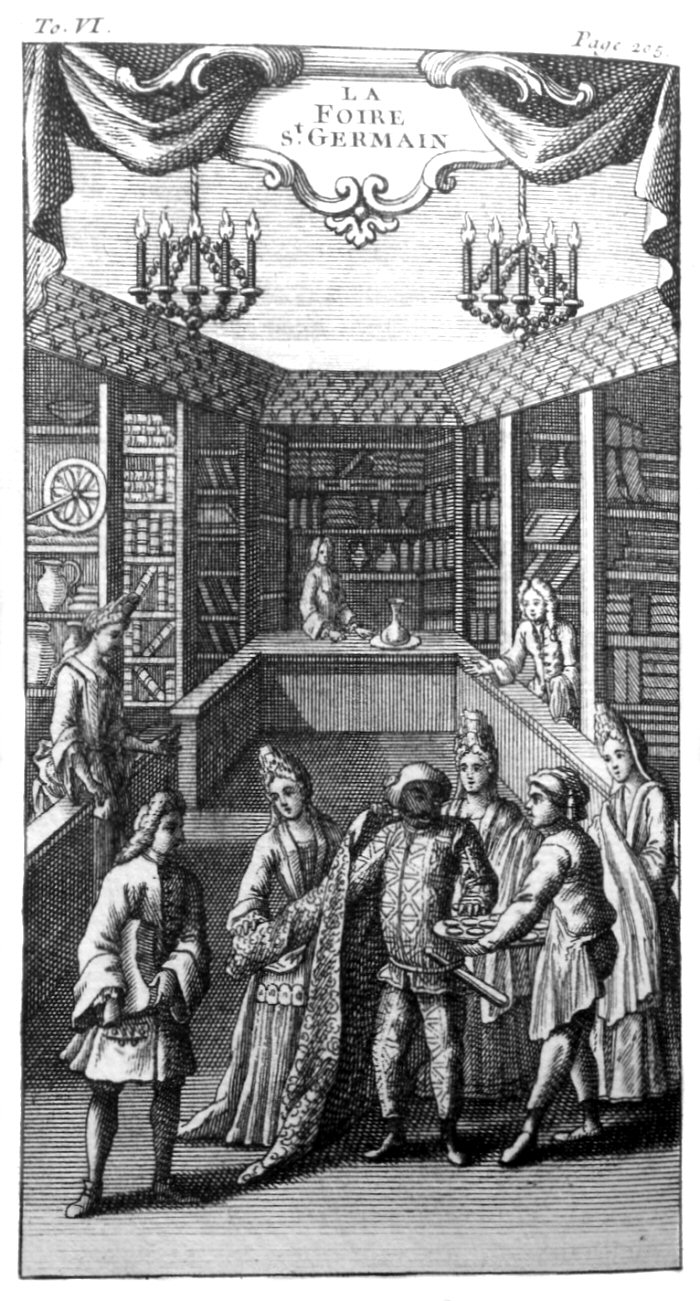
Сцена на ярмарке Сен-Жермен

Сменяется опять дискантом детским:

Пищит, как флейта…

### Комедияво Франции
Первые известные гастроли во Франции были отмечены в 1571 году, когда труппа актёра Джан Ганассы в течение полугода давала представления при дворе короля Карла IX. Нигде влияние комедии не было столь велико, как во Франции. Там, где традиции фарса очень сильны, где уже был написан «Гаргантюа и Пантагрюэль», элита свободно говорила по-итальянски, а крестьянство и горожане без труда его понимали, комедия, или, как её стали здесь называть, импровизированная комедия (фр. comédie à l'impromptu) была принята и получила развитие в виде ярмарочного театра (фр. théâtre de la foire). Французские актёры часто не носили масок, а только белили лицо муко́й (т. н. барбулье́); и даже игравшие классических персонажей актёры парижского Театра итальянской комедии предпочитали иногда играть без масок, как прославленный Арлекин, Анджело Константини (Меццетино). Некоторые персонажи итальянской комедии были изменены: так, Пульчинелла превратился в Полишинеля, а Педролино — в Пьеро. Сюжет ярмарочных спектаклей был примитивнее итальянских и часто нёс исключительно служебную функцию — подготавливал и связывал многочисленные выходы акробатов, эквилибристов и танцоров, в них было меньше импровизации.
Итальянские труппы странствовали по Франции, и эти спектакли видел молодой Мольер, вместе с труппой Дюфрена выступавший во французской провинции. Многие из увиденных им масок и комических ситуаций перекочевали в пьесы, в том числе в фарсы и комедии «Плутни Скапена», «Ревность Барбулье», «Мнимый больной».

### Комедияв России

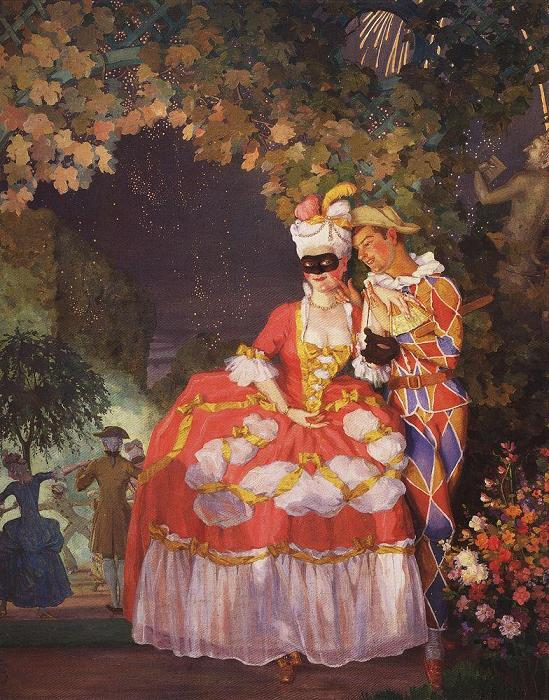
К. А. Сомов. Арлекин и дама. 1921. Бумага, акварель. Государственный Русский музей, Санкт-Петербург

В России итальянские труппы начали гастролировать с 1733 года. Это стало популярной забавой, и к концу XVIII века в московских и петербургских домах периодически устраивались венецианские карнавалы с разными куриозными и чудесными масками. С приходом к власти императора Павла эти карнавалы ушли из жизни горожан, что совпало по времени с упадком комедии дель арте в самой Италии.
Новая волна интереса к наследию комедии дель арте началась уже в начале XX века, когда к ней обратилась целая плеяда русских артистов и художников. В 1906 году А. А. Блок написал драму «Балаганчик», где в трагическом ключе переосмыслил маски комедии. В 1906 году драму впервые поставил В. Э. Мейерхольд в театре В. Ф. Комиссаржевской, где сам же сыграл роль Пьеро. Он увлёкся театром масок и начал игру в доктора Дапертутто, представив в 1910 году знаменитый спектакль-пантомиму «Шарф Коломбины». На основе своих экспериментов и глубокого изучения техники игры актёров комедии дель арте Мейерхольд предложил практику биомеханики, на сегодняшний день являющуюся одной из основ физического театра. Затем «эстафету» подхватил режиссёр А. Я. Таиров (спектакли «Покрывало Пьеретты», 1916, и «Принцесса Брамбилла», 1920). Кульминацией стал спектакль «Принцесса Турандот» по пьесе Гоцци, поставленный Е. Б. Вахтанговым в 1922 году в Третьей Студии МХТ и сохранявшийся в репертуаре театра более восьмидесяти лет.
В живописи того времени к образам комедии масок обращались А. Е. Яковлев, К. А. Сомов, С. Ю. Судейкин и др.

## Драматурги, использующие методы и маски комедии дель арте
- Поль Скаррон (1610—1660)
- Сирано де Бержерак (1619—1655)
- Мольер (1622—1673)
- Карло Сиджизмондо Капече (1652—1719)
- Пьер Мариво (1688—1763)
- Карло Гольдони (1702—1793)
- Александр Сумароков (1717—1777)
- Карло Гоцци (1720—1806)
- Эрнст Теодор Вильгельм Гофман (1776—1822)
- Артур Шницлер (1862—1931)
- Михаил Кузмин (1872—1936)
- Александр Блок (1880—1921)
- Дарио Фо (1926—2016)

## Галерея

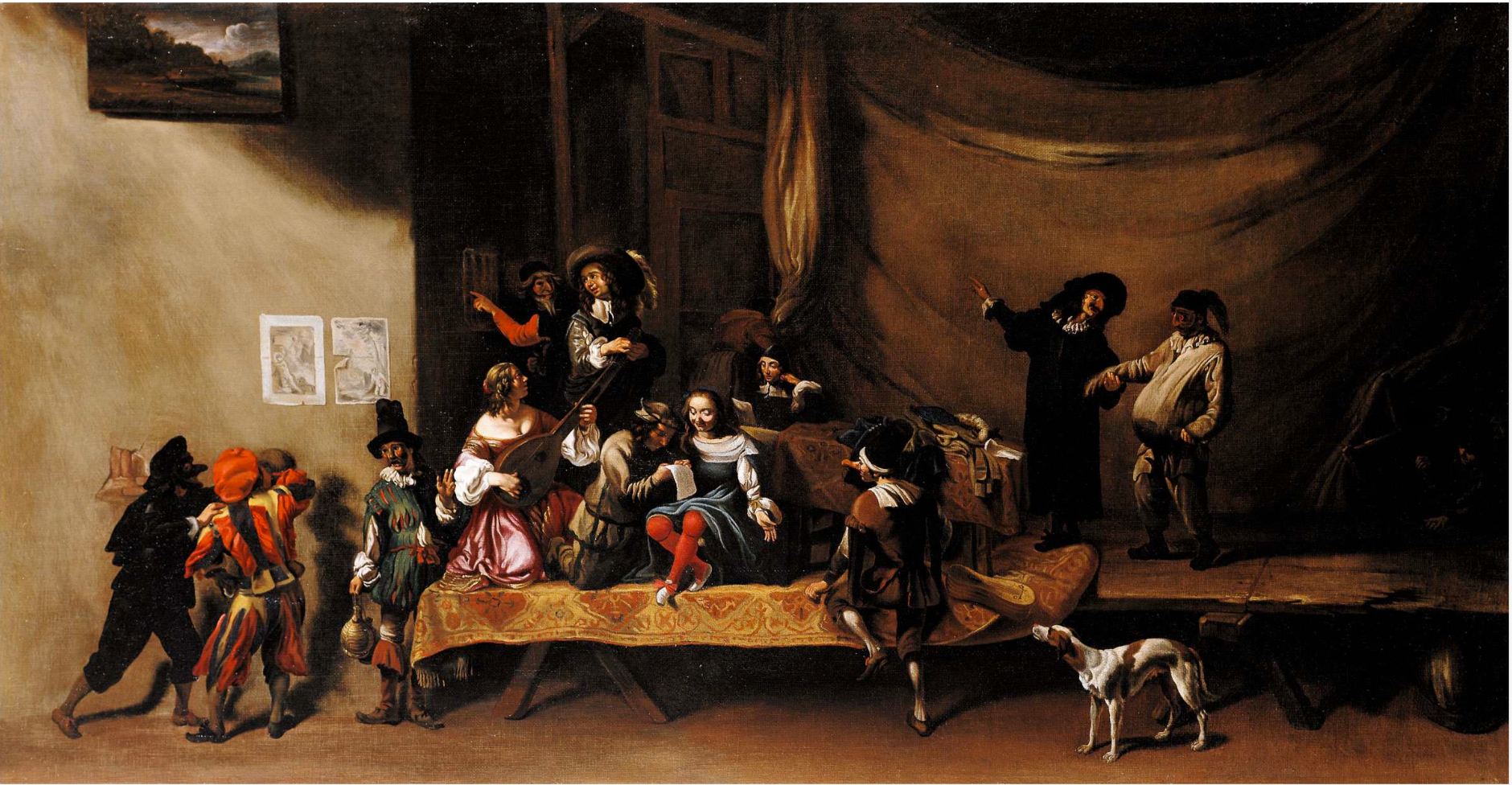
Сцена из комедии дель арте Микеланжело Черкоцци, между 1630 и 1640
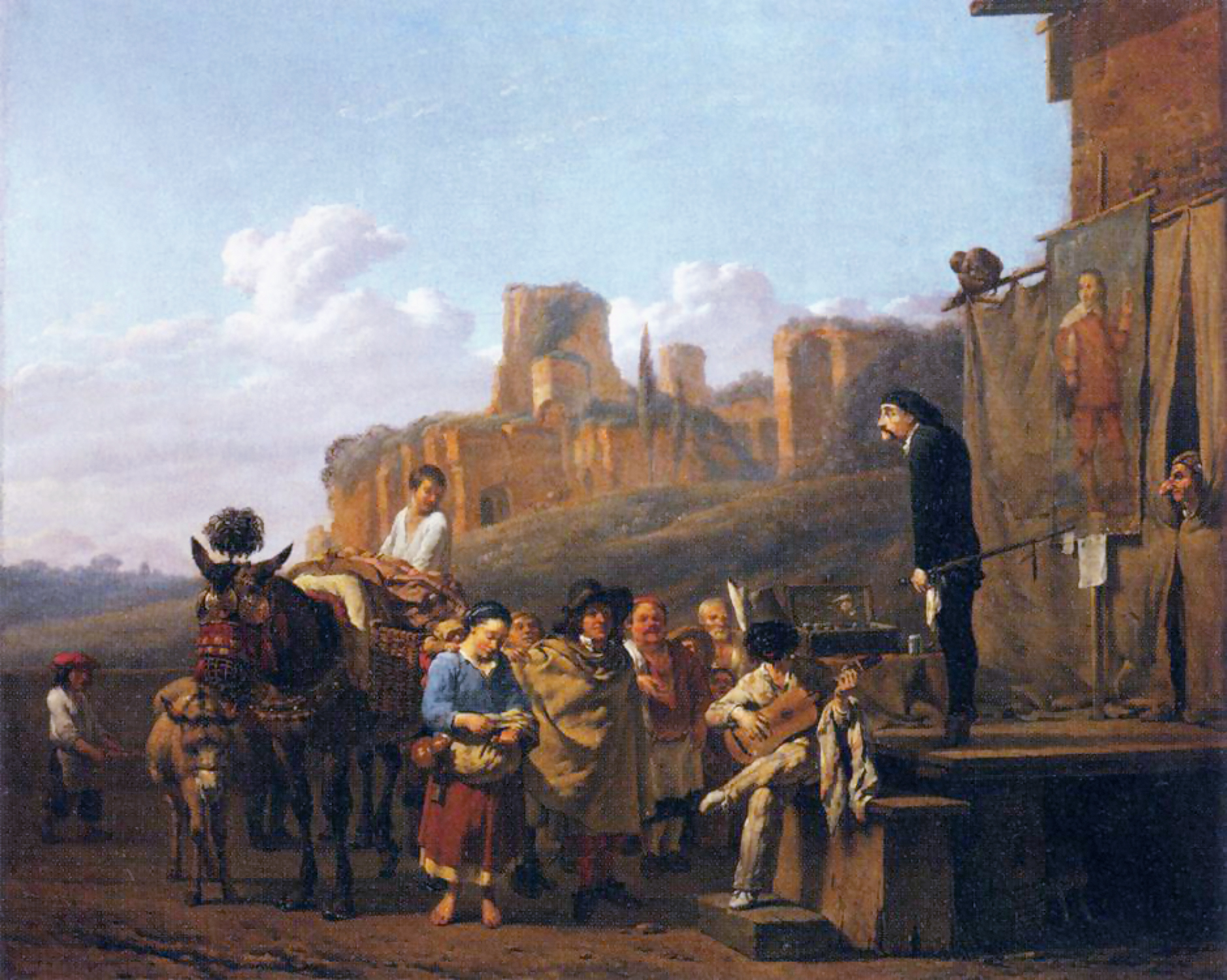
Представление комедии дель арте Карел Дюжарден, 1657
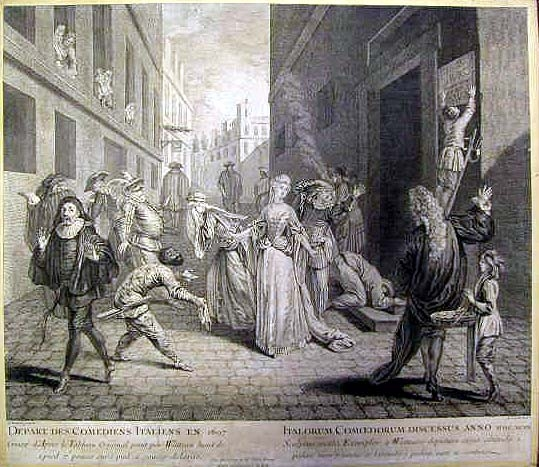
Актёры Итальянской комедии в Париже Гравюра XVII века
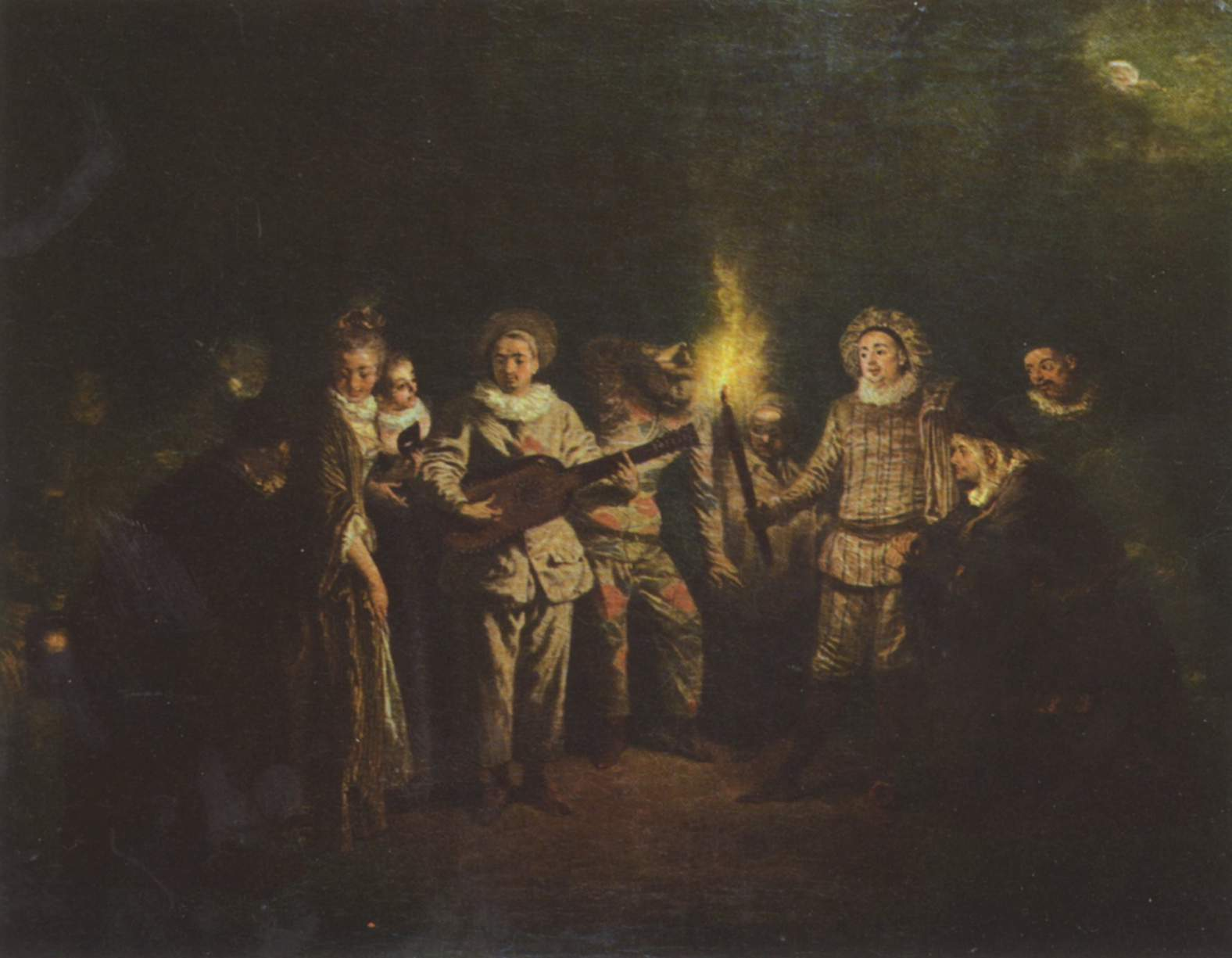
Любовь в Итальянской комедии Антуан Ватто, 1721
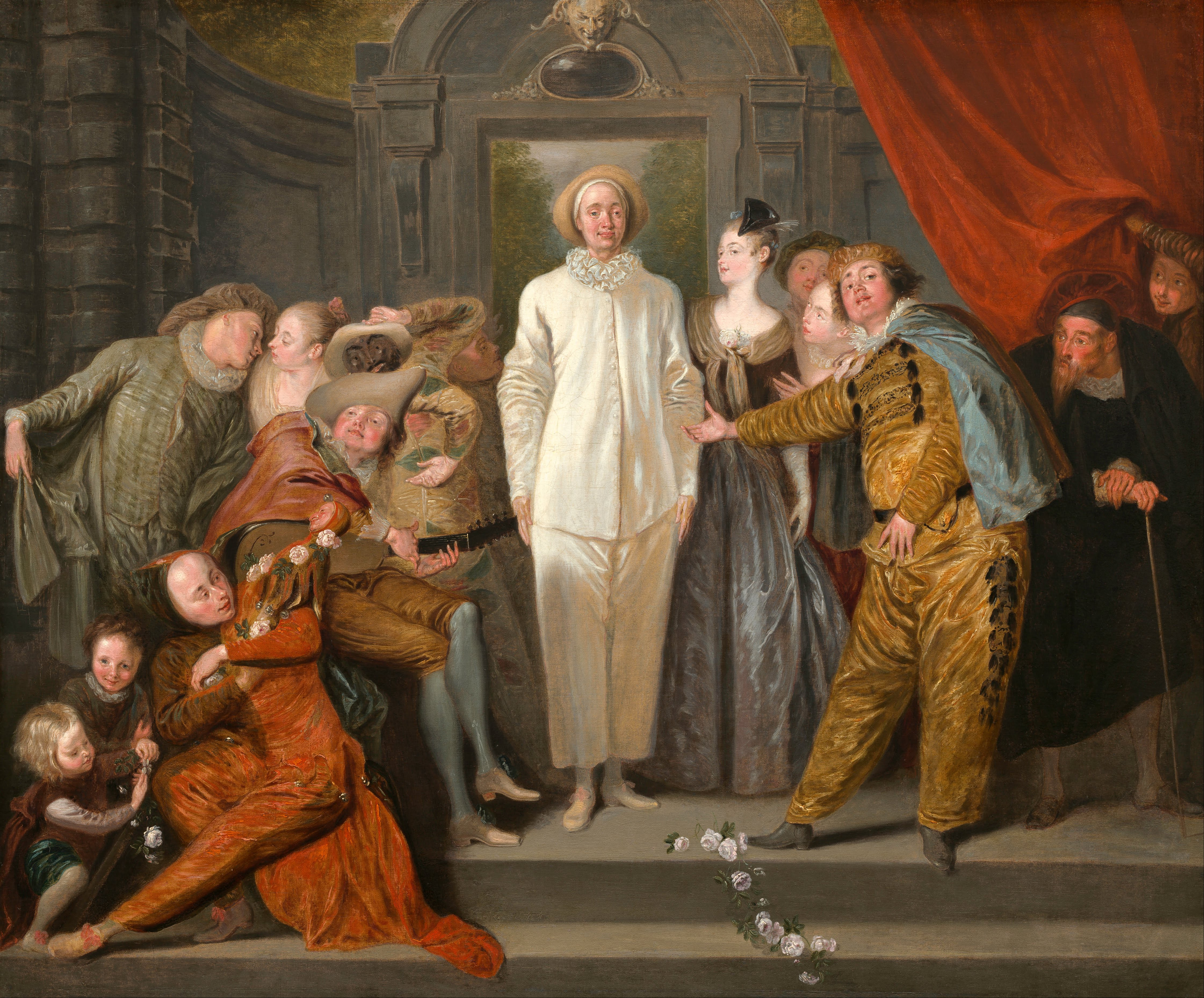
Итальянские комедианты Антуан Ватто, 1710-1720
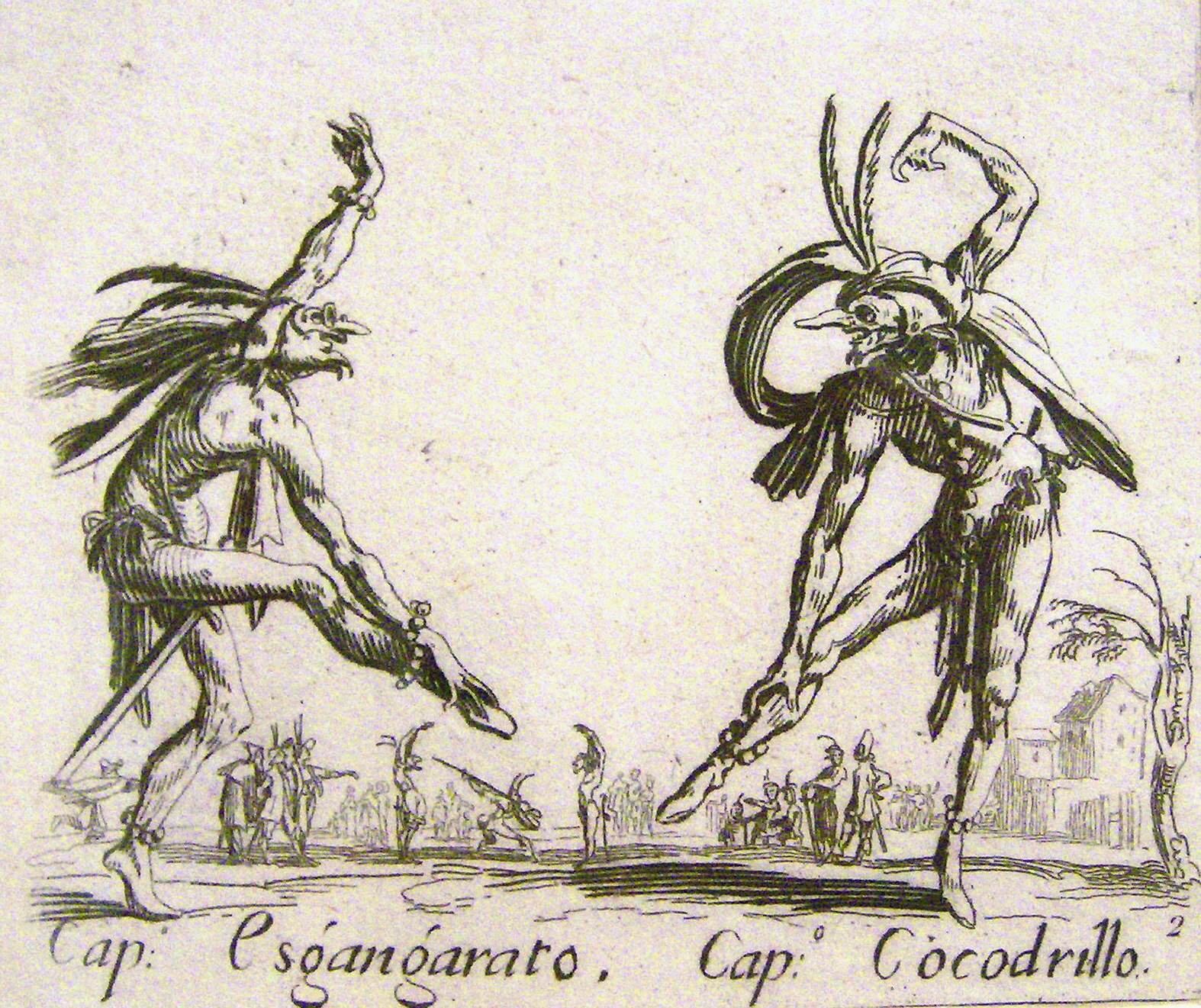
Южные маски комедии дель арте Жак Калло, начало XVII века
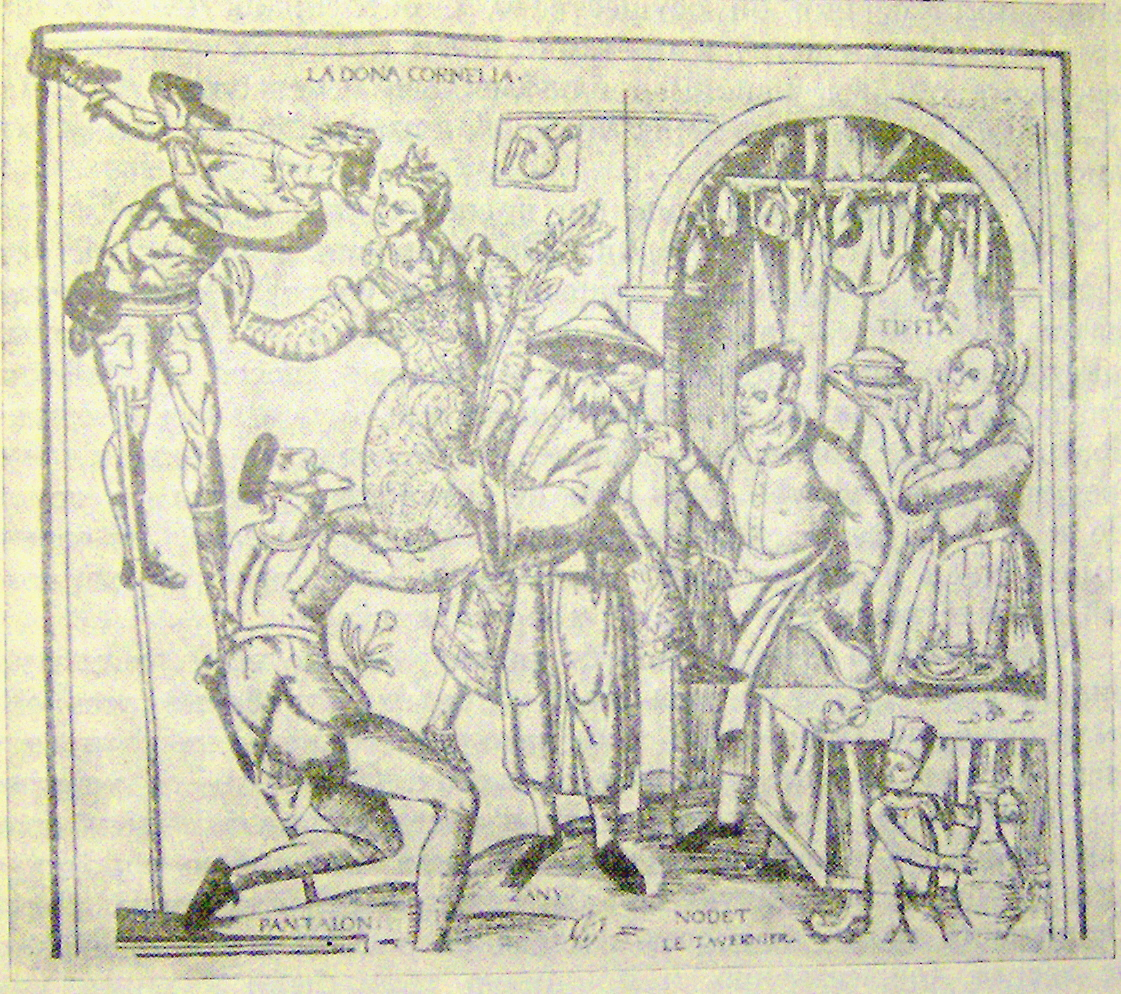
Сцена из комедии дель арте Французская гравюра XVI века
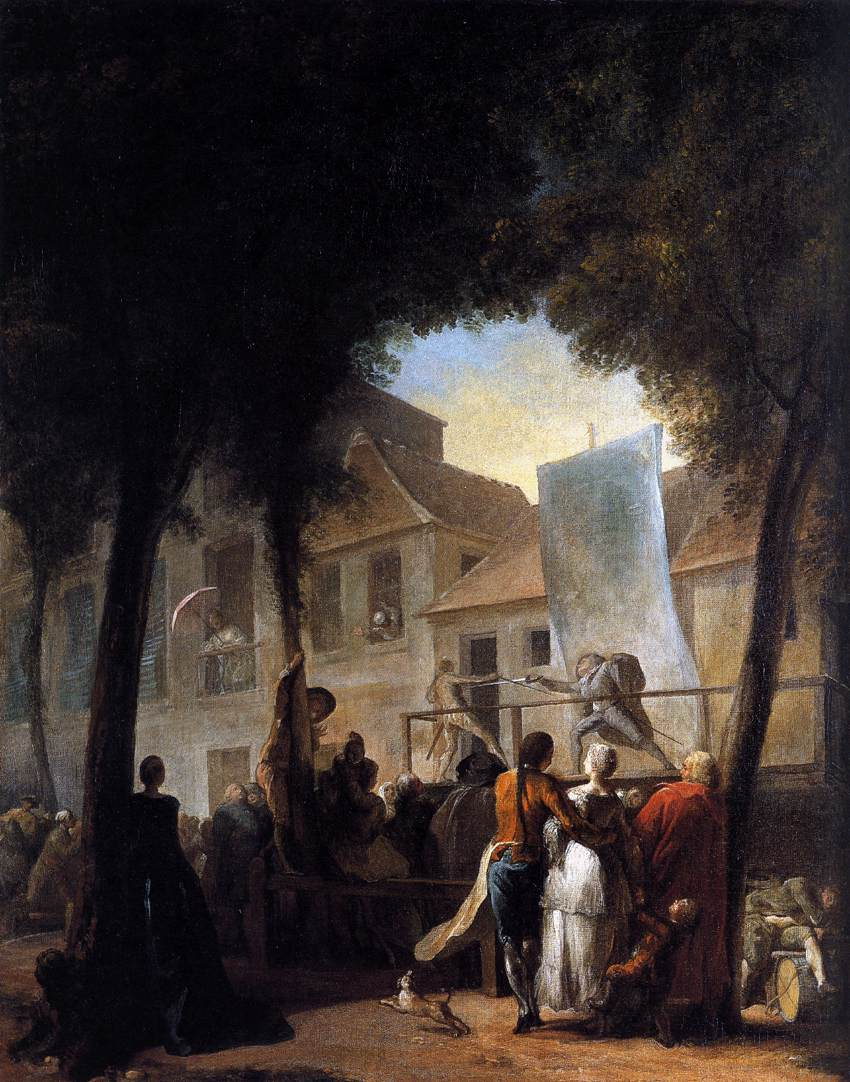
Сценка в маленьком ярмарочном театре Г. де Сент-Обен, 1760
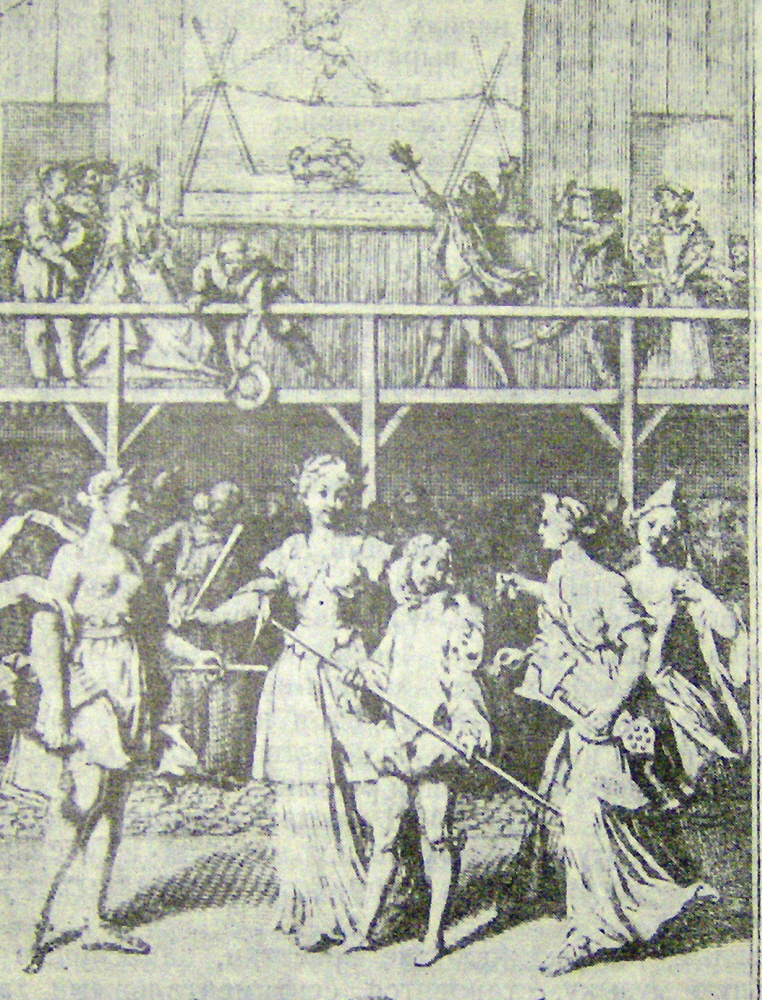
Сценка в ярмарочном театре Французская гравюра XVII века

### Интернет-сайты
- Комедия дель арте
- Комедия дель арте
- Комедия дель арте, на англ, яз.
- Commedia dell’arte, список известных масок комедии масок, на итал./англ. яз.

### Видео
- Фрагменты спектакля «Горбун с моста Риальто» театра Veneziainscena на YouTube часть I и часть II
- Феруччо Солери в спектакле «Арлекин, слуга двух господ» театра Пикколо ди Милано